# Trogocraspis durbanica
Trogocraspis durbanica är en fjärilsart som beskrevs av George Francis Hampson 1918. Trogocraspis durbanica ingår i släktet Trogocraspis och familjen nattflyn. Inga underarter finns listade i Catalogue of Life.